# 포터블 게임 노테이션
포터블 게임 노테이션(Portable Game Notation, PGN)는 컴퓨터에서 사용할 수 있는 체스용 표기 포맷이다. PGN을 만들거나 불러올 수 있는 프로그램이 있어야 한다. 컴퓨터 체스로 경기가 끝난 후 PGN을 복사해 PGN을 사용할 수 있는 프로그램을 사용하면 편집이 편리하다.

## 사용방법

### 태그
1. Event: 제목
2. Site: City, Region COUNTRY - "New York City, NY USA"
3. Date: 날짜를 모를 경우 "??"로 표기한다.
4. Round: 라운드
5. White: 라스트 네임, 퍼스트 네임
6. Black: 라스트 네임, 퍼스트 네임
7. Result: "1-0" (화이트 승), "0-1" (블랙 승), "1/2-1/2" (무승부)

### 기보표기
일반적인 기보 작성법과 같다.
- 피스 캡처 - "x"
- "K" - 킹 "Q" - 퀸 "R" - 룩 "B" - 비숍 "N" - 나이트
- 체크 "+" 체크메이트 "#"
- 킹사이드 캐슬링 "O-O"; 퀸사이드 캐슬링 "O-O-O" 대문자 "O" 숫자 "0"이 아니다.

### 예제
PGN 포맷의 샘플 게임:
```
[Event "
우사기
의 
풀스 메이트
"]
[Site "Nowhere"]
[Date "
2112
.
9.3
"]
[Round "1"]
[White "
츠키노, 우사기
"]
[Black "
도라에몽
"]
[Result "1-0"]

 

1. f3 e5 2. g4?? Qh4# 1-0
```

## 같이 보기
- 스마트 게임 포맷